# Cape Cod Kwassa Kwassa
"Cape Cod Kwassa Kwassa" foi o quarto single do álbum de estreia homónimo da banda de Indie Rock Vampire Weekend. Kwassa Kwassa refere-se a um ritmo de dança congolês, e o título e conteúdo da música foi inspirado numa história que o vocalista da banda Ezra Koenig escreveu durante uma viagem a África.

## Recepção
Cape Cod Kwassa Kwassa foi o mais popular single dos Vampire Weekend em Portugal e uma das mais badaladas músicas indie em 2008. O artista Peter Gabriel, que surge citado na letra da música, fez um cover da canção em conjunto com a popular banda inglesa Hot Chip.

## Vendas e certificações
| Região                                                        | Certificação | Vendas   |
| ------------------------------------------------------------- | ------------ | -------- |
| Estados Unidos (RIAA)                                         | Gold         | 500,000‡ |
| ‡vendas+valores de streaming baseados somente na certificação |              |          |

1. ↑  «Certificações (Estados Unidos) (single) – Vampire Weekend – Cape Cod Kwassa Kwassa» (em inglês). Recording Industry Association of America. Consultado em 27 de julho de 2025 Se necessário, clique em Advanced, depois clique em Format, e seleccione Single,  e clique em SEARCH.